# Heinrich von Meissen
Heinrich von Meissen, zvaný též Frauenlob, česky Jindřich z Míšně (mezi 1250-1260 – 29. listopadu 1318) byl německý básník pocházející z Míšně. Jeho přezdívka Frauenlob znamená „chvála žen“ nebo „chvála Naší Paní“. Cestoval po mnoha zemích, krom značných částí Německa i po Česku a Dánsku. V Česku působil na dvoře Václava II. Roku 1311 se usadil ve svém rodišti Míšni, kde pravděpodobně založil první školu meistersangu. Měl tvořit verše již ve třinácti letech.
Přidal k tradičním tématům minnesängrů teologické a filozofické otázky. Kolem roku 1290 napsal Heinrich píseň o ženě z Apokalypsy Frauenleich. Vytvořil též skladbu Alle Freude verlässt mich, kterou později převzal Záviš ze Zap. Jeho nejznámější báseň Marienleich (Mariina píseň) vychvaluje Pannu Marii.